# ザカリア・アブクラル
ザカリア・アブクラル（アラビア語: زكرياء أبو خلال, ラテン文字転写: Zakaria Aboukhlal, 2000年2月18日）は、オランダ・ロッテルダム出身のプロサッカー選手。トゥールーズFC所属。モロッコ代表。ポジションはフォワード。

## 経歴

### クラブ
アブクラルのプロデビューは2018年8月17日のエールステ・ディヴィジアイントホーフェン戦である。
PSVのトップチームで2試合に出場した2018-19シーズン終了後の2019年8月27日、AZに4年契約で完全移籍した。移籍金は約200万ユーロである。

### 代表
後述の通り、リビア、モロッコそしてオランダ代表の3つを選択できたアブクラルは、ユース代表ではオランダを選択した。U-17オランダ代表ではUEFA U-17欧州選手権にも出場している。
2020年11月、モロッコ代表から招集を受け、これに応じた。アフリカネイションズカップ2021予選のために招集されたモロッコ代表は、13日に中央アフリカと対戦し、アブクラルの代表初ゴールを含む4-1で大勝した。
2022年11月10日、カタールW杯に向けたメンバーの1人に選ばれた。
11月27日、2022 FIFAワールドカップ・グループF第2節ベルギー戦では、後半28分から途中出場して追加点を挙げ、W杯での24年ぶりの勝利に貢献した。

## 人物
リビア出身の父とモロッコ人の母の下にオランダのロッテルダムで生まれた。

## 個人成績

### クラブ
| 国内大会個人成績 | 国内大会個人成績 | 国内大会個人成績 | 国内大会個人成績 | 国内大会個人成績 | 国内大会個人成績 | 国内大会個人成績 | 国内大会個人成績 | 国内大会個人成績 | 国内大会個人成績 | 国内大会個人成績 | 国内大会個人成績 |
| 年度             | クラブ           | 背番号           | リーグ           | リーグ戦         | リーグ戦         | リーグ杯         | リーグ杯         | オープン杯       | オープン杯       | 期間通算         | 期間通算         |
| 年度             | クラブ           | 背番号           | リーグ           | 出場             | 得点             | 出場             | 得点             | 出場             | 得点             | 出場             | 得点             |
| オランダ         | オランダ         | オランダ         | オランダ         | リーグ戦         | リーグ戦         | リーグ杯         | リーグ杯         | KNVBカップ       | KNVBカップ       | 期間通算         | 期間通算         |
| ---------------- | ---------------- | ---------------- | ---------------- | ---------------- | ---------------- | ---------------- | ---------------- | ---------------- | ---------------- | ---------------- | ---------------- |
| 2018-19          | PSV              | 48               | エールディヴィジ | 1                | 0                | -                | -                | 0                | 0                | 1                | 0                |
| 2019-20          | PSV              | 26               | エールディヴィジ | 1                | 0                | -                | -                | -                | -                | 1                | 0                |
| 2019-20          | AZ               | 17               | エールディヴィジ | 12               | 0                | -                | -                | 2                | 0                | 14               | 0                |
| 2020-21          | AZ               | 17               | エールディヴィジ | 24               | 4                | -                | -                | 1                | 0                | 25               | 4                |
| 2021-22          | AZ               | 7                | エールディヴィジ | 31               | 4                | -                | -                | 3                | 1                | 34               | 5                |
| フランス         | フランス         | フランス         | フランス         | リーグ戦         | リーグ戦         | F・リーグ杯      | F・リーグ杯      | フランス杯       | フランス杯       | 期間通算         | 期間通算         |
| 2022-23          | トゥールーズ     | 6                | リーグ・アン     | 37               | 10               | -                | -                | 5                | 5                | 42               | 15               |
| 2023-24          | トゥールーズ     | 7                | リーグ・アン     | 13               | 3                | -                | -                | 0                | 0                | 13               | 3                |
| 2024-25          | トゥールーズ     | 7                | リーグ・アン     | 26               | 7                | -                | -                | 1                | 0                | 27               | 7                |
| 通算             | オランダ         | オランダ         | エールディヴィジ | 69               | 8                | -                | -                | 6                | 1                | 75               | 9                |
| 通算             | フランス         | フランス         | リーグ・アン     | 76               | 20               | -                | -                | 6                | 5                | 82               | 25               |
| 総通算           | 総通算           | 総通算           | 総通算           | 145              | 28               | 0                | 0                | 12               | 6                | 157              | 34               |

### 代表
| モロッコ代表 | 国際Aマッチ | 国際Aマッチ |
| 年           | 出場        | 得点        |
| ------------ | ----------- | ----------- |
| 2020         | 2           | 1           |
| 2021         | 4           | 0           |
| 2022         | 11          | 2           |
| 2023         | 4           | 0           |
| 2024         | 1           | 0           |
| 通算         | 22          | 3           |

## タイトル

### クラブ
トゥールーズ
- クープ・ドゥ・フランス（2022-23）[7]

### 勲章
- モロッコ国家勲章（英語版）（2022）[8]